# DB SEV
Die DB SEV GmbH ist eine Gesellschaft mit beschränkter Haftung der Deutschen Bahn. Sie organisiert, plant und steuert Schienenersatzverkehre, ihr Hauptsitz ist in Berlin.

## Geschichte
Die DB SEV GmbH wurde am 27. Juni 2019 gegründet. Ihr Hauptaufgabengebiet ist die Planung, Organisation und Durchführung von Schienenersatzverkehren. Gesellschafter sind die Deutsche Bahn AG und die DB Regio AG. Seit dem 1. November 2022 ist das Unternehmen auch in Frankreich vertreten.

## Leistungen
Durch die Gesellschaft werden Schienenersatzverkehre zentral gebündelt. Über ein Netzwerk stehen rund 3800 Omnibusunternehmen zur Verfügung, die mit den Fahrleistungen beauftragt werden. Der Ersatzverkehr für die Generalsanierung der Bahnstrecke Mannheim–Frankfurt am Main (Riedbahn) 2024 wurde erstmals durch die Deutsche Bahn direkt an die DB SEV GmbH vergeben, wofür 150 Busse nötig waren. Eingesetzt wurden unter anderem Busse mit Gepäckraum und Toiletten.